# 폴 귀트

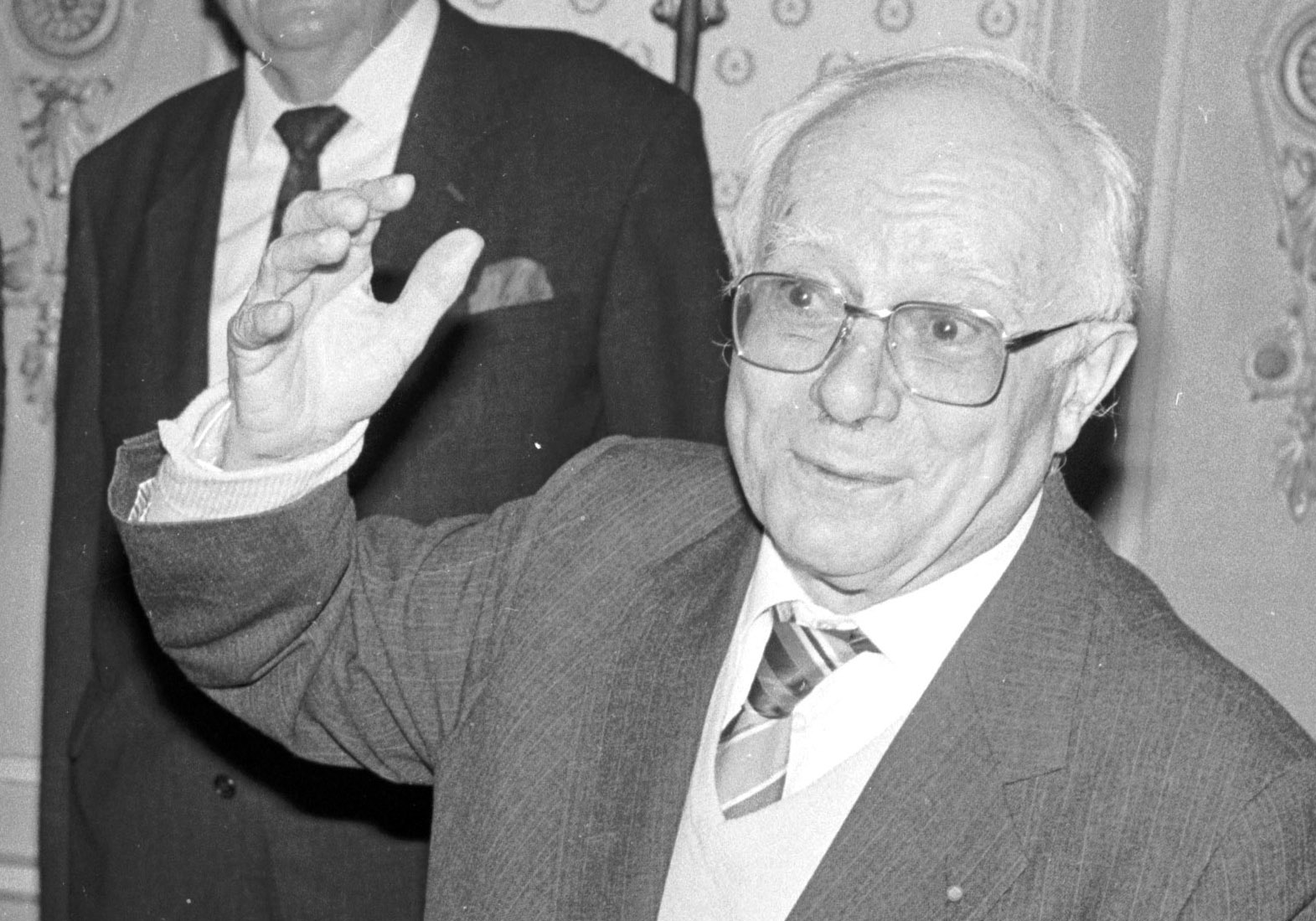

폴 귀트(Paul Guth, 1910년 3월 5일 – 1997년 10월 29일)는 프랑스의 익살꾼, 기자, 작가이자 프랑스 지방 아카데미(Académie des provinces françaises)의 회장이었다.
소설가, 수필가, 칼럼니스트, 회고록 작가, 역사가, 팜플렛 작가인 그는 모든 장르에서 감수성과 야만성의 조합으로 두각을 나타냈다. 그는 진솔한 역사에서 개인의 일화에 이르기까지 다양한 주제에 대해 약 50편의 작품을 썼고, 당대의 실패에 대한 비판을 주저하지 않았다.

## 수상
- 쿠르틀린상(1953)
- 아카데미 소설대상(1956)

## 저서
- 《나이프의 추억》(Mémoires d'un naïf, 1953)
- 《하숙생 나이프》(Le Naïf locataire, 1956)